# 橫田康景
橫田康景（1525年—1575年6月29日），日本戰國時代至安土桃山時代的武將。甲斐武田氏家臣。父親是原虎胤。橫田高松的婿養子，別名「綱松」。

## 生平
在大永5年（1525年）出生。父親虎胤是下總國千葉氏的同族，在甲斐國定居後，仕於武田氏，並擔任足輕大將。成為同是武田家足輕大將的橫田高松的婿養子（『甲陽軍鑑』）。
天文19年（1550年），在進攻砥石城（戶石城）時，養父高松戰死（砥石崩），於是繼承家督。以足輕大將的身份，被賜予騎馬3十騎、足輕1百人（『甲陽軍鑑』）。永祿10年（1567年）8月，在義信事件中，於家臣團向信玄發出的「下之鄉起請文」中署名，字跡潦草。
在信玄死後，仕於信玄的兒子勝賴。天正3年（1575年）5月21日，在長篠之戰中戰死。享年51歲。繼承人是兒子尹松。

## 外部連結
- 武家家伝＿横田氏 （页面存档备份，存于）